# タニウス
タニウス（学名 Tanius）は、後期白亜紀の中国で暮らしていたハドロサウルス類の恐竜の一つ。名前の意味は、｢譚のもの｣。古生物学者、譚錫疇（Tan Xichou）のこと。
模式種タニウス・シネンシス（T. sinensis）は1929年にカール・ワイマンによって記載された。種小名は｢中国産」を意味する。

## 発見と種
中国地質調査所の譚は1923年、4月に山東省、将軍頂累層（カンパニアン末～マーストリヒチアン前期）の地層から最初の化石を発見した。同年10月、譚はオーストラリアの古生物学者オットー・ズダンスキーと共に、完全な上腕骨だけ追加で採集した。ホロタイプPMU R.240が発掘された地層は王氏累層。それはほぼ完全な平たい後頭部の骨で、平らで伸びている。そのほか、椎骨、肩帯、腰帯などが発見されている。
タニウスとして記載された他の種は全部他の属にうつされることになった。1939年に命名されたタニウス・プリナダイ（Tanius prynadai）はバクトロサウルスに、1958年に記載されたタニウス・キンカンコウエンシス（Tanius chingkankouensis）と1976年のタニウス・ライヤンゲンシス（Tanius laiyangensis）は若いチンタオサウルスだったことがわかり、そのシノニムになった。

## サイズ
2010年、グレゴリー・ポールはタニウスの全長は7ｍで体重は2ｔと推定した。

## 系統発生
頭骨の特徴はバクトロサウルスに近い。腸骨はギルモレオサウルスにも似ている。当初はハドロサウルス科とされていたが、現在はバクトロサウルスと同様にハドロサウルス上科に改められた。プロトハドロスより派生的でテルマトサウルスやバクトロサウルスより原始的とされる。
不確かな胴椎には高く発達した棘突起があり、帆のような構造になっていた可能性がある。系統解析によってはバクトロサウルス、レヴネソヴィアと共に一つのクレードを構成する。